# 小行星5581
小行星5581（英語：5581 Mitsuko）是一颗围绕太阳公转的小行星。1989年2月10日，岩本雅之]]、古田俊正在Tokushima发现了此天体。
这颗小行星的绝对星等为35.27831等。